# Pleasanton (Texas)
Pour les articles homonymes, voir Pleasanton.
La ville américaine de Pleasanton est située dans le comté d'Atascosa, dans l’État du Texas. Sa population s’élevait à 8 934 habitants lors du recensement de 2010.

## Source
- (en) Cet article est partiellement ou en totalité issu de l’article de Wikipédia en anglais intitulé « Pleasanton, Texas » (voir la liste des auteurs).